# Военный крест (Бельгия)
Военный крест (фр. Croix de guerre, нидерл. Oorlogskruis) — награда Королевства Бельгия, учреждённая королевским указом от 25 октября 1915 года. Первоначально вручалась за проявленную на поле боя храбрость, или иные подвиги. Вновь учреждена 20 июля 1940 года бельгийским правительством в изгнании, вручалась за доблесть во время Второй мировой войны . С 1940 года орден также стал коллективной наградой для воинских формирований, упомянутых в донесениях. После войны восстановлен королевским указом от 3 апреля 1954 года для награждения в будущих конфликтах.

## Военный крест 1915—1918 годов

### Общие сведения
Военный крест Первой мировой войны был учреждён королевским указом от 25 октября 1915 года в качестве награды за храбрость или иные военные подвиги на поле боя. Его присуждали только отдельным лицам. Согласно статуту, он также мог вручаться за 3 и более лет службы на передовой, а также добровольцам старше 40 или моложе 16 лет после минимум 18 месяцев службы, совершившим побег военнопленным, вернувшимся на службу и военнослужащим, которые из-за ранений и травм были отправлены на неактивную службу. В июне 1916 года награждение было распространено на погибших нижних чинов, не получивших других наград.

### Описание награды

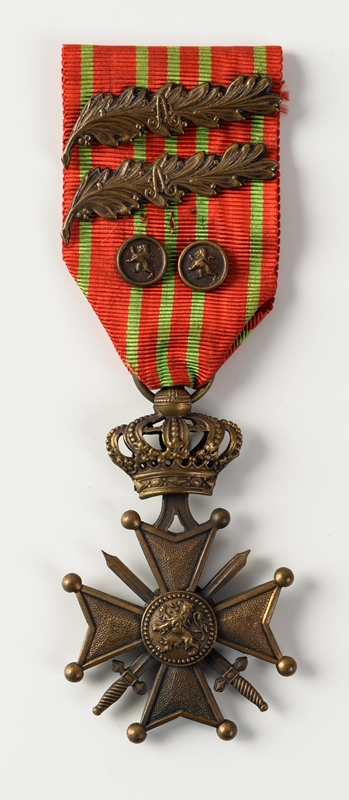
Крест 1914-1918 с пальмовыми ветвями и бронзовыми львами.

Первый образец награды представлял собой бронзовый мальтийский крест шириной 40 мм, с шариками диаметром 3 мм на восьми оконечностях. В центре креста находился медальон диаметром 14 мм с рельефным изображением геральдического «восстающего льва» на лицевой стороне и монограммой короля Альберта I на реверсе. Между лучами креста расположены два скрещенных меча длиной 37 мм остриями вверх. В верхней части креста закреплена Л-образная деталь высотой 14 мм, которая изнутри крепится к рельефному изображению королевской короны шириной 25 мм и высотой 25 мм, через навершие которой проходит подвесное кольцо для орденской ленты; общая высота креста — 65 мм.
Лента времён Первой мировой войны — красного цвета, шириной 38 мм, с пятью светло-зелёными продольными полосами шириной 2 мм, тремя в центре, с интервалом в 3 мм, и по одной с каждой стороны ленты на расстоянии 3 мм от краев.
Если награждённый крестом удостаивался также упоминания в приказе, он получал дополнительные знаки различия, крепившиеся к ленте: миниатюрные изображения льва, либо пальмовой ветви, украшенной монограммой с литерой «A» (Альберт I):, в зависимости от уровня приказа.
- Бронзовый лев: упоминание в приказе по полку (указ от декабря 1917 г., пересмотрен и дополнен в феврале 1919 г.);
- Серебряный лев: бригада;
- Золотой лев: дивизия;
- Бронзовая пальмовая ветвь: армия (указ от февраля 1919 г.);
- Серебряная пальмовая ветвь: пять бронзовых пальмовых ветвей
- Золотая пальмовая ветвь: пять серебряных пальмовых ветвей

При награждении посмертно к ленте креста крепилась узкая чёрной эмалевая полоска (указ от марта 1920 г.).
В 1938 году награждение Военным крестом было распространено на всех ветеранов, отслуживших на передовой не менее 1 года; на ветеранов имеющих знак ранения, или же утративших не менее 30% трудоспособности из-за болезни, полученной на фронте, и, наконец, на имеющих шеврон фронтовика бывших военнопленных и интернированных. Поскольку подобные награды не относились к полученным во время войны, дополнительные знаки на ленту не полагались.
Существовало множество вариантов ордена, изготовленных частным образом, включая отдельные экземпляры из драгоценных металлов.

## Военный крест 1940—1945 годов

### Общие сведения

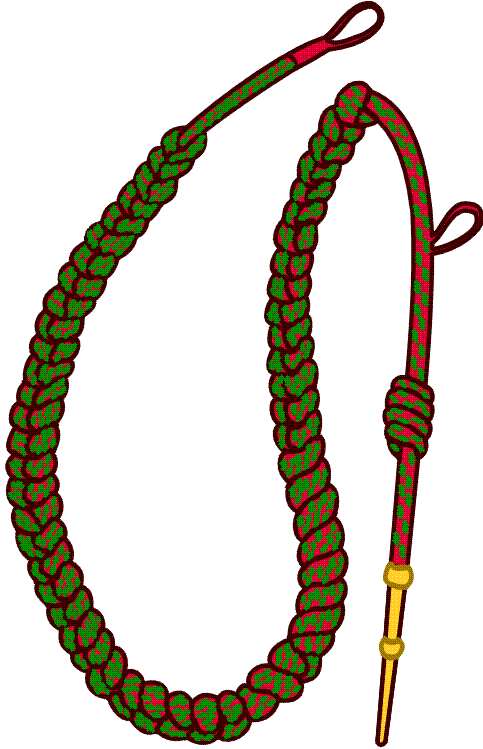
Фуражер к кресту 1914—1918 годов

Новый тип креста времён Второй мировой войны был учреждён 20 июля 1940 года бельгийским правительством в изгнании, он отличался от предыдущего образца своим Статутом и небольшими изменениями изображения на оборотной стороне медальона, а также иной лентой.
Теперь он мог вручаться и в качестве коллективной награды воинских частей. В таких случаях к боевому знамени части крепилась орденская лента.
При повторном коллективном награждении военнослужащие этой части получают фуражер цветов орденской ленты. Его присуждение не происходило автоматически, а требовало особого королевского указа. Это поощрение распространялось лишь на числившихся в списках части на момент награждения.

### Описание награды
Крест периода Второй мировой войны имел те же габариты, что и его предшественник; единственное отличие — это монограмма короля Леопольда III на его реверсе. Новая лента по-прежнему была красной со светло-зелёными полосами, но теперь их было 6, шириной 1 мм каждая и располагались они по 3 с каждой стороны на расстоянии 2 мм друг от друга, начиная с 2 мм от края ленты.
Дополнительные знаки отличия были те же, что и ранее, за исключением того, что теперь пальмовые ветви были украшены монограммой «L» (Леопольд III).

## Военный крест 1954 года

### Общие сведения
3 апреля 1954 года бельгийское правительство восстановило Военный крест, но на сей раз не приурочивало новое учреждение к какому-либо конфликту. Он предназначался для награждения (аналогично статуту Креста периода Второй мировой войны) во время возможных будущих войн. Военный крест образца 1954 года на данный момент ещё не вручался.

### Описание награды
Современный Военный крест схож с предыдущими образцами, но теперь на центральном медальоне оборотной стороны вместо королевской монограммы изображён гербом Бельгии .
Изменился и цвет ленты, её нынешняя версия представляет собой инвертированную ленту времён Второй мировой войны: зелёная с тремя узкими красными полосами шириной 1 мм с каждой стороны, расположенными на расстоянии 2 мм друг от друга, начиная с 2 мм от края.

## Известные награждённые
- Вилли Коппенс крест 1914-1918 — 27 пальмовых ветвей и 13 бронзовых львов;
- Арман Декенинк
- Альфонс Жак де Диксмёйде
- Эдуард Эмпен
- Жерар Леман
- Элизабет Депельснер
- Рене Фонк
- Альфонс Жюэн крест 1940-1945 годов — 1 пальмовая ветвь
- Джордж Паттон
- Бернард Монтгомери
- Харри Крирар
- Ричард Уинтерс
- Джеймс Гейвин